# Система футбольных лиг Италии
Система футбольных лиг Италии представляет собой строго структурированную систему лиг для клубов с Аппенинского полуострова.

## Структура
Самой главной является Национальная Профессиональная Лига Серия А, которая включает в себя высший дивизион (Серия А), а также организует национальные кубковые турниры (Кубок Италии и Суперкубок Италии) и соревнования молодёжных команд. Второй уровень — Национальная профессиональная лига Серия B (Серия B). Третий уровень — Серия C, бывшая Профессиональная Лига. Далее следует Серия D, лига с девятью параллельными дивизионами (в которых клубы делятся по региональному принципу), организатором который выступает Межрегиональный комитет Национальной Любительской Лиги. Далее имеется пять подуровней: четыре из них, Eccellenza, Promozione, Prima Categoria и Seconda Categoria, организуются региональными комитетами Национальной Любительской Лиги, а последний, Terza Categoria — комитетами провинций.

## Текущая система
| Уровень | Уровень | Дивизионы                                                 | Дивизионы                                                 | Дивизионы                                                 | Дивизионы                                                 | Дивизионы                                                 | Дивизионы                                                 | Дивизионы                                                 | Дивизионы                                                 | Дивизионы                                                 | Дивизионы                                                 | Дивизионы                                                 | Дивизионы                                                 | Дивизионы                                                 | Дивизионы                                                 | Дивизионы                                                 | Дивизионы                                                 | Дивизионы                                                 | Дивизионы                                                 |
|         |         | Профессиональные лиги                                     | Профессиональные лиги                                     | Профессиональные лиги                                     | Профессиональные лиги                                     | Профессиональные лиги                                     | Профессиональные лиги                                     | Профессиональные лиги                                     | Профессиональные лиги                                     | Профессиональные лиги                                     | Профессиональные лиги                                     | Профессиональные лиги                                     | Профессиональные лиги                                     | Профессиональные лиги                                     | Профессиональные лиги                                     | Профессиональные лиги                                     | Профессиональные лиги                                     | Профессиональные лиги                                     | Профессиональные лиги                                     |
| ------- | ------- | --------------------------------------------------------- | --------------------------------------------------------- | --------------------------------------------------------- | --------------------------------------------------------- | --------------------------------------------------------- | --------------------------------------------------------- | --------------------------------------------------------- | --------------------------------------------------------- | --------------------------------------------------------- | --------------------------------------------------------- | --------------------------------------------------------- | --------------------------------------------------------- | --------------------------------------------------------- | --------------------------------------------------------- | --------------------------------------------------------- | --------------------------------------------------------- | --------------------------------------------------------- | --------------------------------------------------------- |
| 1       | 1       | Серия А 20 клубов                                         | Серия А 20 клубов                                         | Серия А 20 клубов                                         | Серия А 20 клубов                                         | Серия А 20 клубов                                         | Серия А 20 клубов                                         | Серия А 20 клубов                                         | Серия А 20 клубов                                         | Серия А 20 клубов                                         | Серия А 20 клубов                                         | Серия А 20 клубов                                         | Серия А 20 клубов                                         | Серия А 20 клубов                                         | Серия А 20 клубов                                         | Серия А 20 клубов                                         | Серия А 20 клубов                                         | Серия А 20 клубов                                         | Серия А 20 клубов                                         |
| 2       | 2       | Серия B 19 клубов                                         | Серия B 19 клубов                                         | Серия B 19 клубов                                         | Серия B 19 клубов                                         | Серия B 19 клубов                                         | Серия B 19 клубов                                         | Серия B 19 клубов                                         | Серия B 19 клубов                                         | Серия B 19 клубов                                         | Серия B 19 клубов                                         | Серия B 19 клубов                                         | Серия B 19 клубов                                         | Серия B 19 клубов                                         | Серия B 19 клубов                                         | Серия B 19 клубов                                         | Серия B 19 клубов                                         | Серия B 19 клубов                                         | Серия B 19 клубов                                         |
| 3       | 3       | Серия C Группа A 20 клубов                                | Серия C Группа A 20 клубов                                | Серия C Группа A 20 клубов                                | Серия C Группа A 20 клубов                                | Серия C Группа A 20 клубов                                | Серия C Группа A 20 клубов                                | Серия C Группа B 20 клубов                                | Серия C Группа B 20 клубов                                | Серия C Группа B 20 клубов                                | Серия C Группа B 20 клубов                                | Серия C Группа B 20 клубов                                | Серия C Группа B 20 клубов                                | Серия C Группа C 19 клубов                                | Серия C Группа C 19 клубов                                | Серия C Группа C 19 клубов                                | Серия C Группа C 19 клубов                                | Серия C Группа C 19 клубов                                | Серия C Группа C 19 клубов                                |
|         |         | Любительские лиги Lega Nazionale Dilettanti               |                                                           |                                                           |                                                           |                                                           |                                                           |                                                           |                                                           |                                                           |                                                           |                                                           |                                                           |                                                           |                                                           |                                                           |                                                           |                                                           |                                                           |
| 4       | 4       | Серия D Группа A 18 клубов                                | Серия D Группа A 18 клубов                                | Серия D Группа B 18 клубов                                | Серия D Группа B 18 клубов                                | Серия D Группа C 18 клубов                                | Серия D Группа C 18 клубов                                | Серия D Группа D 18 клубов                                | Серия D Группа D 18 клубов                                | Серия D Группа E 18 клубов                                | Серия D Группа E 18 клубов                                | Серия D Группа F 18 клубов                                | Серия D Группа F 18 клубов                                | Серия D Группа G 18 клубов                                | Серия D Группа G 18 клубов                                | Серия D Группа H 18 клубов                                | Серия D Группа H 18 клубов                                | Серия D Группа I 18 клубов                                | Серия D Группа I 18 клубов                                |
| 5       | 5       | Эччеленца (28 региональных раундов, 16 или 18 клубов)     | Эччеленца (28 региональных раундов, 16 или 18 клубов)     | Эччеленца (28 региональных раундов, 16 или 18 клубов)     | Эччеленца (28 региональных раундов, 16 или 18 клубов)     | Эччеленца (28 региональных раундов, 16 или 18 клубов)     | Эччеленца (28 региональных раундов, 16 или 18 клубов)     | Эччеленца (28 региональных раундов, 16 или 18 клубов)     | Эччеленца (28 региональных раундов, 16 или 18 клубов)     | Эччеленца (28 региональных раундов, 16 или 18 клубов)     | Эччеленца (28 региональных раундов, 16 или 18 клубов)     | Эччеленца (28 региональных раундов, 16 или 18 клубов)     | Эччеленца (28 региональных раундов, 16 или 18 клубов)     | Эччеленца (28 региональных раундов, 16 или 18 клубов)     | Эччеленца (28 региональных раундов, 16 или 18 клубов)     | Эччеленца (28 региональных раундов, 16 или 18 клубов)     | Эччеленца (28 региональных раундов, 16 или 18 клубов)     | Эччеленца (28 региональных раундов, 16 или 18 клубов)     | Эччеленца (28 региональных раундов, 16 или 18 клубов)     |
| 6       | 6       | Promozione (53 региональных раунда, 16, 17 или 18 клубов) | Promozione (53 региональных раунда, 16, 17 или 18 клубов) | Promozione (53 региональных раунда, 16, 17 или 18 клубов) | Promozione (53 региональных раунда, 16, 17 или 18 клубов) | Promozione (53 региональных раунда, 16, 17 или 18 клубов) | Promozione (53 региональных раунда, 16, 17 или 18 клубов) | Promozione (53 региональных раунда, 16, 17 или 18 клубов) | Promozione (53 региональных раунда, 16, 17 или 18 клубов) | Promozione (53 региональных раунда, 16, 17 или 18 клубов) | Promozione (53 региональных раунда, 16, 17 или 18 клубов) | Promozione (53 региональных раунда, 16, 17 или 18 клубов) | Promozione (53 региональных раунда, 16, 17 или 18 клубов) | Promozione (53 региональных раунда, 16, 17 или 18 клубов) | Promozione (53 региональных раунда, 16, 17 или 18 клубов) | Promozione (53 региональных раунда, 16, 17 или 18 клубов) | Promozione (53 региональных раунда, 16, 17 или 18 клубов) | Promozione (53 региональных раунда, 16, 17 или 18 клубов) | Promozione (53 региональных раунда, 16, 17 или 18 клубов) |
| 7       | 7       | Prima Categoria (много рег. раундов)                      | Prima Categoria (много рег. раундов)                      | Prima Categoria (много рег. раундов)                      | Prima Categoria (много рег. раундов)                      | Prima Categoria (много рег. раундов)                      | Prima Categoria (много рег. раундов)                      | Prima Categoria (много рег. раундов)                      | Prima Categoria (много рег. раундов)                      | Prima Categoria (много рег. раундов)                      | Prima Categoria (много рег. раундов)                      | Prima Categoria (много рег. раундов)                      | Prima Categoria (много рег. раундов)                      | Prima Categoria (много рег. раундов)                      | Prima Categoria (много рег. раундов)                      | Prima Categoria (много рег. раундов)                      | Prima Categoria (много рег. раундов)                      | Prima Categoria (много рег. раундов)                      | Prima Categoria (много рег. раундов)                      |
| 8       | 8       | Seconda Categoria (много рег. раундов)                    | Seconda Categoria (много рег. раундов)                    | Seconda Categoria (много рег. раундов)                    | Seconda Categoria (много рег. раундов)                    | Seconda Categoria (много рег. раундов)                    | Seconda Categoria (много рег. раундов)                    | Seconda Categoria (много рег. раундов)                    | Seconda Categoria (много рег. раундов)                    | Seconda Categoria (много рег. раундов)                    | Seconda Categoria (много рег. раундов)                    | Seconda Categoria (много рег. раундов)                    | Seconda Categoria (много рег. раундов)                    | Seconda Categoria (много рег. раундов)                    | Seconda Categoria (много рег. раундов)                    | Seconda Categoria (много рег. раундов)                    | Seconda Categoria (много рег. раундов)                    | Seconda Categoria (много рег. раундов)                    | Seconda Categoria (много рег. раундов)                    |
| 9       | 9       | Terza Categoria (много рег. раундов)                      | Terza Categoria (много рег. раундов)                      | Terza Categoria (много рег. раундов)                      | Terza Categoria (много рег. раундов)                      | Terza Categoria (много рег. раундов)                      | Terza Categoria (много рег. раундов)                      | Terza Categoria (много рег. раундов)                      | Terza Categoria (много рег. раундов)                      | Terza Categoria (много рег. раундов)                      | Terza Categoria (много рег. раундов)                      | Terza Categoria (много рег. раундов)                      | Terza Categoria (много рег. раундов)                      | Terza Categoria (много рег. раундов)                      | Terza Categoria (много рег. раундов)                      | Terza Categoria (много рег. раундов)                      | Terza Categoria (много рег. раундов)                      | Terza Categoria (много рег. раундов)                      | Terza Categoria (много рег. раундов)                      |

## История
Первый турнир был разыгран английскими эмигрантами в 1890-е. Первым победителем стал «Дженоа Крикет энд Атлетик Клаб». Первоначально существовали раздельные лиги для и итальянских и зарубежных футболистов. В марте 1898 года в Турине начала функционировать Итальянская федерация футбола, к которой присоединились четыре клуба: «Дженоа», «Торинезе», «Интернационале» (Турин) и Гимнастическое общество Турина. Другие клубы решили не присоединяться. Первый официальный чемпионат состоялся 8 мая 1898 в Турине, титул выиграла «Дженоа», сильнейший на тот момент клуб Италии (успех был повторен в 1899, 1900, 1902, 1903 и 1904 годах.).
Лига стала членом ФИФА в 1905. В том же году она перешла к структуре на основе регионального деления; к прочим присоединились клубы севера Италии. «Про Верчелли» пять раз подряд завоевал скудетто (1908—1913).
Но особенно интерес к футболу возрос после завершения Первой мировой войны, когда в итальянскую лигу начали вступать другие клубы. Летом 1921 года под эгидой Федерации футбола Италии была создана вторая по счету ассоциация, призванная устранить пропасть между лидерами и аутсайдерами лиги.
Переход к единой национальной лиге состоялся в 1929 году с первоначальными 18 командами. Первым победителем в 1930 году стал миланский «Интернационале».
После Второй мировой войны лига на один год возвратилась к региональной структуре с делением по принципу «север — юг» и стадией плей-офф. В настоящей момент функционирует система, утвержденная в 1929 году.

### Упразднённые лиги
- Высший дивизион Профессиональной лиги
- Второй дивизион Профессиональной лиги